# BKK Euregio
Die BKK Euregio (Eigenschreibung BKK EUREGIO) ist eine deutsche Betriebskrankenkasse, die für alle Personen, die in Hamburg oder Nordrhein-Westfalen ihren Wohn- oder Beschäftigungsort haben, geöffnet ist. Ihren Sitz hat sie in Heinsberg.

## Geschichte
Bereits im Jahr 1896 wurde die Krankenkasse für die Fabriken der Unternehmen Dr. Max Fremery & Co. und Vereinigte Glanzstoff-Fabriken Act.-Ges. gegründet. Ein Beitritt war ausschließlich für Mitarbeiter der Trägerunternehmen möglich. Im Laufe der Zeit firmierte das Trägerunternehmen mehrfach um, weshalb der Name der Krankenkasse angepasst wurde.
- 1904:  Krankenkasse für die Fabrik der Firma Vereinigte Glanzstoff-Fabriken Act.Ges.
- 1914: Betriebskrankenkasse der Firma Vereinigte Glanzstoff-Fabriken AG in Oberbruch
- 1955: Betriebskrankenkasse Vereinigte Glanzstoff-Fabriken AG Werk Oberbruch
- 1966: Betriebskrankenkasse des Werkes Oberbruch der Glanzstoff AG
- 1972: Betriebskrankenkasse des Werkes Oberbruch der Enka Glanzstoff AG
- 1978: Betriebskrankenkasse des Werkes Oberbruch der Enka AG
- 1991: Betriebskrankenkasse Akzo Faser AG Werk Oberbruch
- 1995: Betriebskrankenkasse Akzo Nobel Faser AG Werk Oberbruch

Am 1. April 1998 wurde die Kasse für alle zunächst in der Region Nordrhein (Regierungsbezirke Köln und Düsseldorf) geöffnet. Ebenso erfolgte die Namensänderung in Betriebskrankenkasse Akzo. Später erfolgte auch die Öffnung für die Region Westfalen-Lippe sowie die Hansestadt Hamburg.
Zuletzt wurde der Name zum 1. Juli 2003 in BKK EUREGIO geändert.